# Diplegia
Per  diplegia  in campo medico si intende la paralisi di una parte del corpo, che colpisce prevalentemente gli arti inferiori e in misura inferiore i superiori, di solito si associa un certo grado di ipoposturalità.

## Forme

### Diplegia laringea
Si tratta di una paralisi bilaterale delle corde vocali, che può portare ad afonia o a dispnea a seconda dei casi riscontrati.

### Diplegia spastica
È la forma più diffusa di diplegia.

## Sviluppo nelle persone affette
Il problema si rileva verso i 4-5 mesi di vita per il ritardo con cui il bambino acquisisce le varie tappe dello sviluppo posturale e motorio.
La deambulazione autonoma viene acquisita con molto ritardo, spesso necessita di sostegni, è comunque lenta e difficoltosa e un 10% dei soggetti non arriva a deambulare;
Lo sviluppo cognitivo medio può essere "nella norma", spesso c'è un iperinvestimento del linguaggio e maggiori difficoltà nelle abilità grafo-spaziali;
A livello scolastico le difficoltà riguardano prevalentemente l'area matematica, per la scrittura spesso è necessario l'uso di ausilii;

## Terapia
Come trattamento vengono somministrati dei farmaci quali il baclofene (5 mg 3 volte al giorno) e la tizanidina. In casi gravi occorre l'intervento chirurgico.
Si è notata negli ultimi anni per il successo delle terapie intensive neonatali.